# Araeocorynus
Araeocorynus es un género de coleópteros de la familia Anthribidae.

## Especies
Contiene las siguientes especies:
- Araeocorynus alternans Jordan, 1904
- Araeocorynus alternatus Wolfrum, 1953
- Araeocorynus brachyurus Jordan, 1924
- Araeocorynus corismus Jordan, 1924
- Araeocorynus cumingi Jekel, 1855
- Araeocorynus cumingii Jekel, 1855
- Araeocorynus eurous Jordan, 1895
- Araeocorynus laticollis Wolfrum, 1957
- Araeocorynus orthagonius Jordan, 1924
- Araeocorynus planatus Jordan, 1904
- Araeocorynus subplanatus Jordan, 1895